# Pocinovice (stacja kolejowa)
Pocinovice – stacja kolejowa w Pocinovicach, w kraju pilzneńskim, w Czechach. Położona jest na wysokości 470 m n.p.m.
Na stacji nie ma możliwości kupienie biletu, a obsługa podróżnych odbywa się w pociągu. 

## Linie kolejowe
- 185 Horažďovice předměstí - Domažlice